# James Hamilton, VII duca di Hamilton
James Douglas-Hamilton, VII duca di Hamilton (18 febbraio 1755 – 7 luglio 1769), è stato un nobile scozzese, pari di Scozia, appartenente alla famiglia Hamilton.

## Biografia

### Infanzia ed educazione
Hamilton nacque al Palazzo di Holyrood, figlio di James Hamilton, VI duca di Hamilton e di sua moglie, Elizabeth. Indicato come Marchese di Clydesdale dalla nascita sino alla morte di suo padre, gli succedette come Duca di Hamilton nel 1758 all'età di soli due anni. Alla morte del suo lontano cugino Archibald Douglas, I duca di Douglas nel 1761, ereditò anche il titolo di Marchese di Douglas.
Venne educato ad Eton dove studiò dal 1763 al 1767.

### Morte

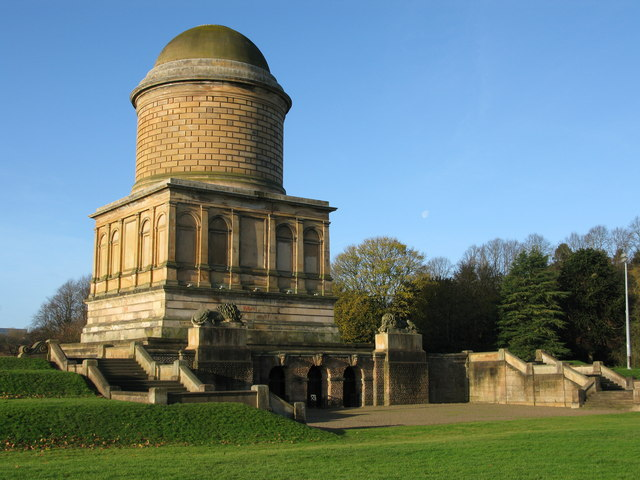
Il Mausoleo degli Hamilton nell'omonima città, ove è sepolto anche il Duca James

Il Duca di Hamilton morì nel 1769, all'età di soli 14 anni a Hamilton Palace a causa di una febbre. Venne sepolto nel mausoleo di famiglia a Hamilton, in Scozia, ed i suoi titoli passarono a suo fratello minore.

## Ascendenza
|                                      |               |                                         | Genitori                             |  |  | Nonni |  |  | Bisnonni                            |  |  | Trisnonni                           |  |
|                                      |               |                                         |                                      |  |  |       |  |  | James Hamilton, IV duca di Hamilton |  |  | William Douglas, I conte di Selkirk |  |
|                                      |               |                                         |                                      |  |  |       |  |  | James Hamilton, IV duca di Hamilton |  |  | William Douglas, I conte di Selkirk |  |
|                                      |               | Anne Hamilton, III duchessa di Hamilton |                                      |  |  |       |  |  | James Hamilton, IV duca di Hamilton |  |  |                                     |  |
| James Hamilton, V duca di Hamilton   |               |                                         |                                      |  |  |       |  |  | James Hamilton, IV duca di Hamilton |  |  |                                     |  |
|                                      |               | hon. Elizabeth Gerard                   | Digby Gerard, V barone Gerard        |  |  |       |  |  |                                     |  |  |                                     |  |
|                                      |               | hon. Elizabeth Gerard                   | Digby Gerard, V barone Gerard        |  |  |       |  |  |                                     |  |  |                                     |  |
|                                      |               | hon. Elizabeth Gerard                   | lady Elizabeth Gerard                |  |  |       |  |  |                                     |  |  |                                     |  |
| James Hamilton, VI duca di Hamilton  |               | hon. Elizabeth Gerard                   |                                      |  |  |       |  |  |                                     |  |  |                                     |  |
|                                      |               | John Cochrane, IV conte di Dundonald    | John Cochrane, II conte di Dundonald |  |  |       |  |  |                                     |  |  |                                     |  |
|                                      |               | John Cochrane, IV conte di Dundonald    | John Cochrane, II conte di Dundonald |  |  |       |  |  |                                     |  |  |                                     |  |
|                                      |               | John Cochrane, IV conte di Dundonald    | lady Susanna Hamilton                |  |  |       |  |  |                                     |  |  |                                     |  |
| lady Anne Cochrane                   |               | John Cochrane, IV conte di Dundonald    |                                      |  |  |       |  |  |                                     |  |  |                                     |  |
|                                      |               | lady Anne Murray                        | Charles Murray, I conte di Dunmore   |  |  |       |  |  |                                     |  |  |                                     |  |
|                                      |               | lady Anne Murray                        | Charles Murray, I conte di Dunmore   |  |  |       |  |  |                                     |  |  |                                     |  |
|                                      |               | lady Anne Murray                        | Catherine Watts                      |  |  |       |  |  |                                     |  |  |                                     |  |
| James Hamilton, VII duca di Hamilton |               | lady Anne Murray                        |                                      |  |  |       |  |  |                                     |  |  |                                     |  |
|                                      | Bryan Gunning | Barnaby Gunning                         |                                      |  |  |       |  |  |                                     |  |  |                                     |  |
|                                      | Bryan Gunning | Barnaby Gunning                         |                                      |  |  |       |  |  |                                     |  |  |                                     |  |
|                                      | Bryan Gunning | Sarah Geraghty                          |                                      |  |  |       |  |  |                                     |  |  |                                     |  |
| John Gunning                         | Bryan Gunning |                                         |                                      |  |  |       |  |  |                                     |  |  |                                     |  |
|                                      |               | Margaret Malone                         | …                                    |  |  |       |  |  |                                     |  |  |                                     |  |
|                                      |               | Margaret Malone                         | …                                    |  |  |       |  |  |                                     |  |  |                                     |  |
|                                      |               | Margaret Malone                         | …                                    |  |  |       |  |  |                                     |  |  |                                     |  |
| Elizabeth Gunning                    |               | Margaret Malone                         |                                      |  |  |       |  |  |                                     |  |  |                                     |  |
|                                      |               | Theobald Bourke, VI visconte Mayo       | Miles Bourke, V visconte Mayo        |  |  |       |  |  |                                     |  |  |                                     |  |
|                                      |               | Theobald Bourke, VI visconte Mayo       | Miles Bourke, V visconte Mayo        |  |  |       |  |  |                                     |  |  |                                     |  |
|                                      |               | Theobald Bourke, VI visconte Mayo       | Jane Bermingham                      |  |  |       |  |  |                                     |  |  |                                     |  |
| hon. Bridget Bourke                  |               | Theobald Bourke, VI visconte Mayo       |                                      |  |  |       |  |  |                                     |  |  |                                     |  |
|                                      |               | Mary Browne                             | John Browne                          |  |  |       |  |  |                                     |  |  |                                     |  |
|                                      |               | Mary Browne                             | John Browne                          |  |  |       |  |  |                                     |  |  |                                     |  |
|                                      |               | Mary Browne                             | hon. Maud Bourke                     |  |  |       |  |  |                                     |  |  |                                     |  |
|                                      |               | Mary Browne                             |                                      |  |  |       |  |  |                                     |  |  |                                     |  |